# Fourplay
Fourplay es un supergrupo estadounidense de Jazz y Smooth Jazz, integrado originalmente por Bob James (teclados), Lee Ritenour (guitarra), Nathan East (bajo) y Harvey Mason (batería).

## Trayectoria y valoración
El origen de la banda se remonta a 1991, cuando el teclista y compositor Bob James, con una larga carrera a sus espaldas, se reúne con su viejo amigo y colega Harvey Mason (Herbie Hancock, Barbra Streisand...) en la grabación de Grand Piano Canyon, un álbum de James. Lee Ritenour (Sergio Mendes, Solo) y Nathan East (Barry White, Eric Clapton, Phil Collins...) también se encontraban en el proyecto, y los cuatro músicos pasan a integrar la formación original de la banda, que graba sus tres primeros discos.
El primer álbum de la banda, Fourplay (1991), suena como uno de los trabajos de James con Ritenour como principal solista, y presenta el sonido básico que el grupo irá desgranando en posteriores álbumes: una mezcla de jazz, R&B, y pop con temas ligeros de base rítmica funky orientados comercialmente. Between the Sheets (1993) utiliza la misma fórmula, con un East mostrando sus cualidades vocales en algunos de los temas. Elixir (1994) cuenta con las voces de Phil Collins, Nathan East, Patti Austin y Peabo Bryson, pero sigue apoyándose en los solos de Ritenour como principal atractivo. Lee Ritenour abandona la banda a mediados de la década, y su puesto es ocupado por Larry Carlton (The Crusaders, Joni Mitchell, Quincy Jones...), quien hace su primera aparición discográfica en 4 (1998), un disco que a pesar de la entrada del nuevo miembro -con unas guitarras más rítmicas y presentes que las de su predecesor- y de nuevas colaboraciones (El Debarge, Babyface Edmonds, Kevyn Lettau, Shanice) no supone un giro radical en el sonido de la banda. Tras Snowbound (1999), un álbum de Navidad, aparece Yes, Please (2000), un álbum más ligero que sus predecesores y que satisface a la crítica.
Heartfelt (2002) y Journey (2004) tienen vocación continuadora, mientras que X (2006), un álbum que cuenta con el icono del soul Michael McDonald, devuelve al grupo un sonido más sólido y funky, a la altura de la calidad de sus integrantes. Energy (2008), Let's Touch the Sky (2010) y Esprit de Four (2012), los dos últimos álbumes grabados con Chuck Loeb (fallecido de cáncer a los 62 años de edad el 31 de julio de 2017) a la guitarra, en sustitución de Larry Carlton, fueron los siguientes trabajos de una banda de all-stars que ha conseguido un importante nivel de ventas y una enorme popularidad. Su último álbum hasta el momento, Silver, se ha publicado en 2015.

## Miembros
- Piano y teclados: Bob James
- Bajo: Nathan East
- Batería: Harvey Mason
- Guitarra: Chuck Loeb (fallecido en 2017), Larry Carlton, Lee Ritenour
- Músicos invitados: Phil Collins, Patti Austin, Peabo Bryson, El Debarge, Babyface Edmonds, Kevyn Lettau, Shanice, Michael McDonald, Esperanza Spalding

## Galería

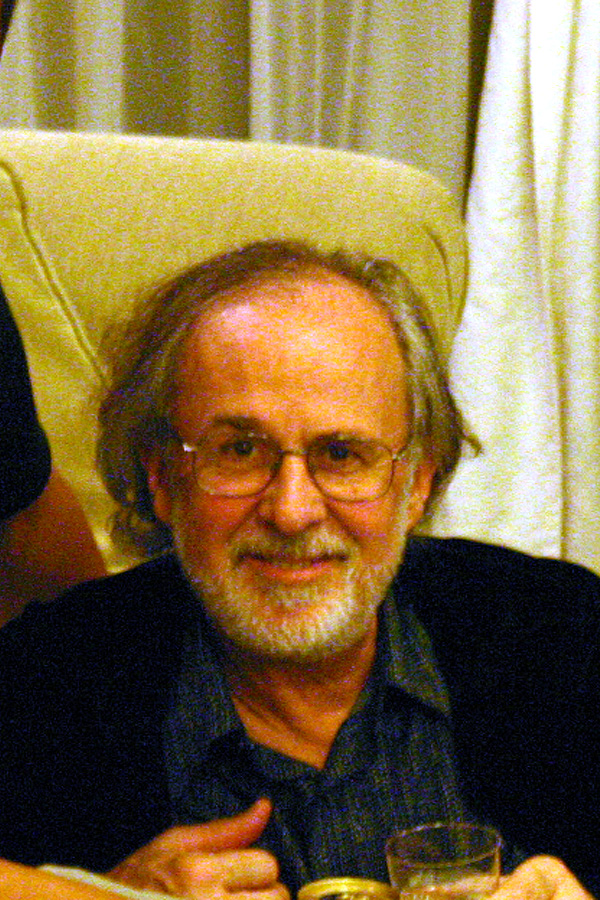
Bob James en 2004
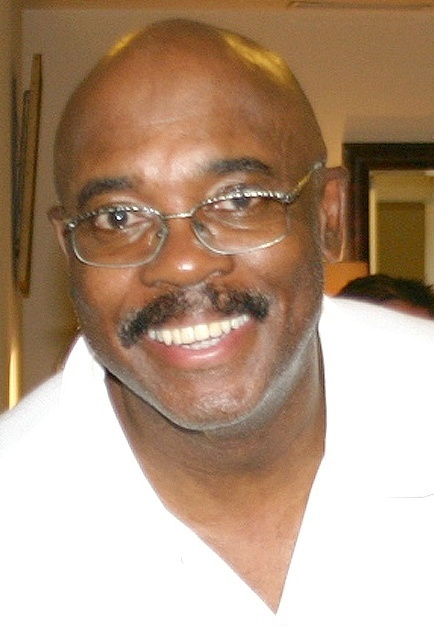
Harvey Mason en 2004
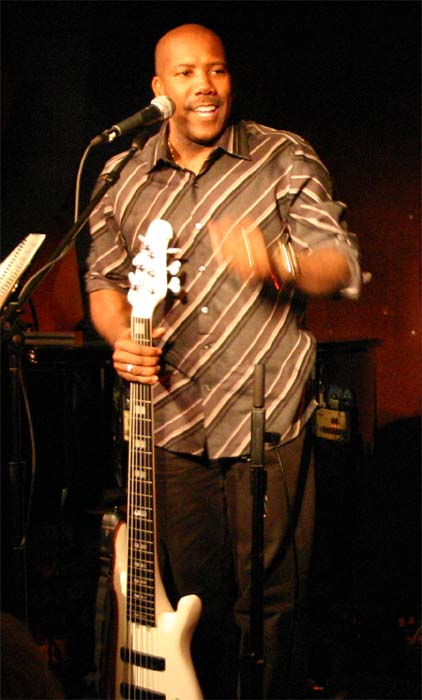
Nathan East en 2005
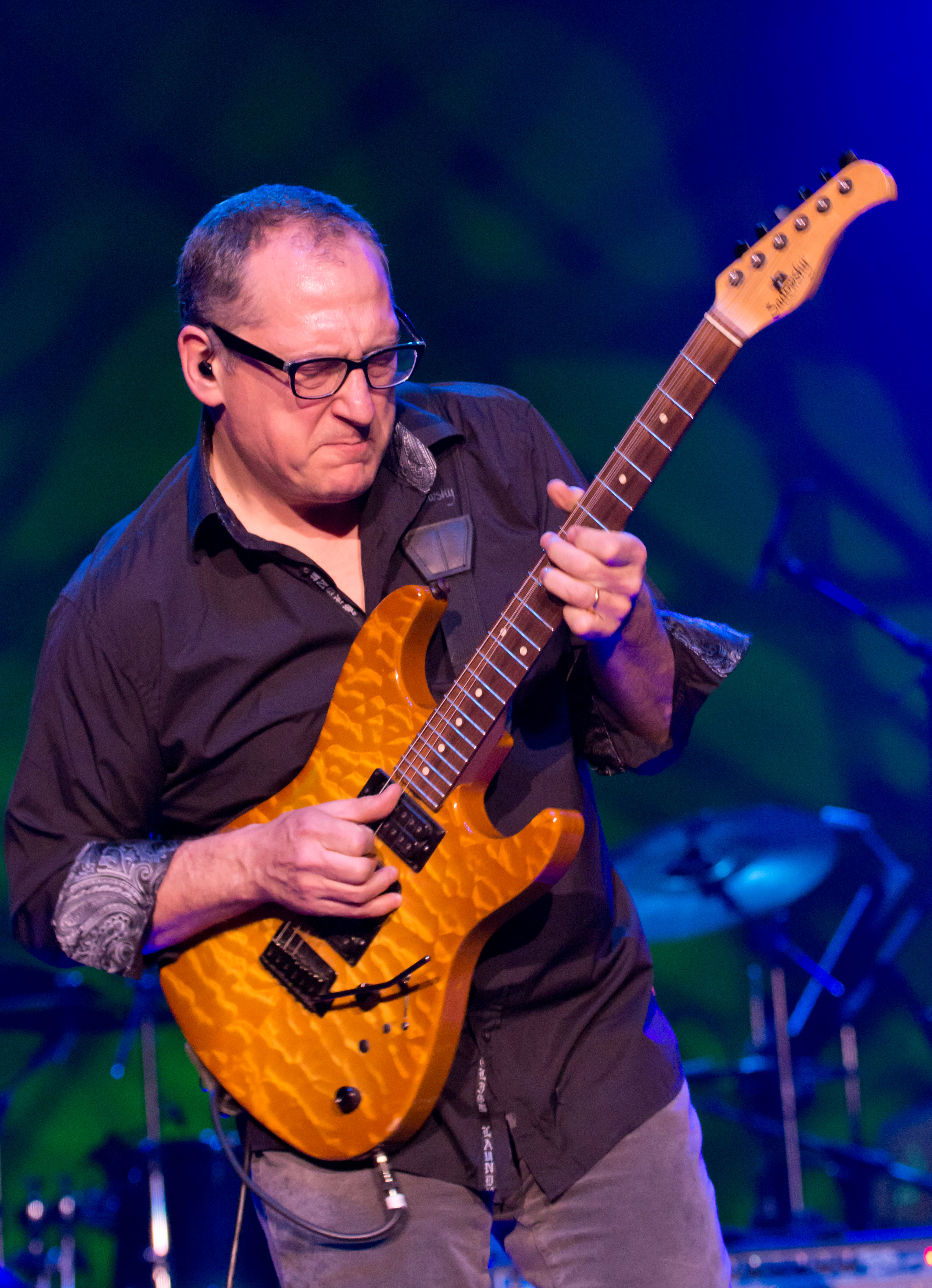
Chuck Loeb en 2012
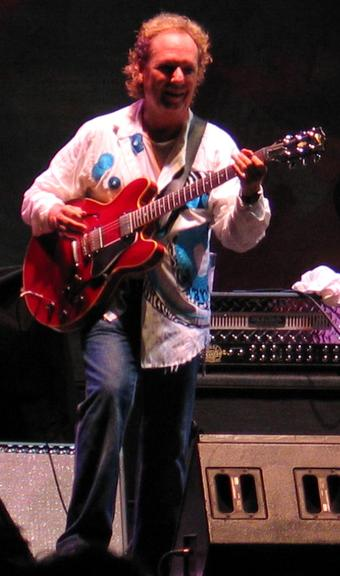
Lee Ritenour en 2007
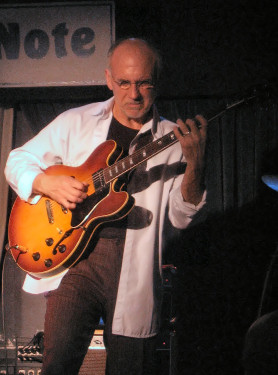
Larry Carlton en 2006

## Discografía

### Álbumes
| Título               | Año  | Sello        |
| -------------------- | ---- | ------------ |
| Fourplay             | 1991 | Warner Bros. |
| Between the Sheets   | 1993 | Warner Bros. |
| Elixir               | 1994 | Warner Bros. |
| The Best of Fourplay | 1997 | Warner Bros. |
| 4                    | 1998 | Warner Bros. |
| Snowbound            | 1999 | Warner Bros. |
| Yes, Please!         | 2000 | Warner Bros. |
| Heartfelt            | 2002 | Bluebird     |
| Journey              | 2004 | Bluebird     |
| X                    | 2006 | Bluebird     |
| Energy               | 2008 | Heads Up     |
| Let's Touch the Sky  | 2010 | Heads Up     |
| Esprit de Four       | 2012 | Heads Up     |
| Silver               | 2015 | Heads Up     |

### DVD
- Fourplay - An Evening of Fourplay: Volumes I and II, 120 min, 2005
- Fourplay in Cape Town, 82 min, 2009
- Live in Tokyo, 2013